# Volubilis
Volubilis (arabul: وليلي) egy részlegesen feltárt római kori romváros Marokkóban, Meknès közelében.
Eredetileg karthágói település volt, később római uralom alá került, és Mauretania Tingitana provincia adminisztratív központja lett. A város gyorsan növekedett, és meggazdagodott az olívaolaj kereskedelméből. A 2. és 3. században több jelentős épülettel gazdagodott. I.sz. 285 körül a helyi berber törzsek uralma alá került és Róma többé már nem volt képes visszafoglalni. A 8. században innen indult útjára a Marokkót megalapító Idríszida-dinasztia. A város a 11. századra elnéptelenedett és romba dőlt. Tovább rontotta állagát Meknes városának alapítása a közelben, amihez építőanyagot szolgáltatott és az 1755-ös földrengés. 
Volubilis újrafelfedezése és a régészeti ásatások megkezdése a 19. század közepére tehető. Mára a város mintegy felét feltárták és népszerű turisztikai látványossággá vált. 1997-ben felvették az UNESCO világörökség listájára. 

## A város alapítása és a római uralom
Volubilis termékeny síkságon, a Khoumane folyó melletti domb gerincén helyezkedik el, a mai Meknestől északra. A környék legalább az újkőkor óta lakott volt; a helyben talált cserépedényekhez hasonlóak az Ibériai-félszigetről ismertek. A föníciaiak jelenléte az i.e. 3. századtól bizonyítható, megtalálták egy Baál-templom maradványait, valamint cserép- és kőfelszínre rótt föníciai írást is. A város nevének eredete nem ismert, talán a leander berber nevének, az oualili-nek latinosan eltorzított változata.

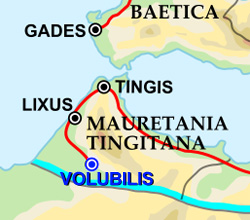
Volubilis helyzete Mauretania Tingitana térképén.

A város a Mauretániai királyság területén helyezkedett el, amely Karthágó i.e. 146-os bukását követően római függésbe került. A karthagói kulturális befolyás azonban még sokáig érezhető volt, a városi vezetők még jó ideig a pun suffete rangot viselték. I.e. 25-ben Augustus császár a numida II. Jubát helyezte Mauritánia trónjára, aki Volubilisbe helyezte át a királyi székhelyet. Bár berber származású volt, Juba Rómában nevelkedett és Marcus Antonius és Kleopátra lányát, Kleopátra Szelénét vette feleségül; így a város új épületei mind római stílusban készültek.
I.sz. 44-ben Claudius császár Mauretania Tingitana néven birodalmi provinciává nyilvánította a királyságot. Ebben a korszakban Volubilis, mint a provincia adminisztratív központja prosperált, termékeny földjeiről gabonát, olívaolajat, valamint a gladiátorjátékok számára egzotikus vadállatokat exportáltak Rómába. Fénykorában, a 2. század végén a városban húszezren laktak, és környéke is sűrűn lakott volt. Az 1. századi Pomponius Mela is megemlíti földrajzi munkájában a De situ orbis libri III-ban, mint egyikét „a leggazdagabb városoknak, bár a kisebbek közül a leggazdagabb”. Idősebb Plinius is írt a városról és a 2. századbeli Antoninus itinerárium (útinapló) Volubilis Colonia néven említi.
Volubilis az i.sz. 40-44 idején kitört felkelés idején hűséges maradt Rómához, ezért lakosai római polgárjogot és tízéves adómentességet kaptak. A várost municipium rangra emelték és igazgatását átszervezve, az addigi pun stílusu suffetes helyett évente választott duumvirek kormányozták. Mivel a város közel helyezkedett el a birodalom pereméhez, a független berber törzsek elleni védelmül öt erődöt emeltek. A 2. század végén Marcus Aurelius 2,5 km hosszú falat építtetett Volubilis köré, mely nyolc kapuval és negyven bástyával rendelkezett. Volubilist nyugaton út kötötte össze a tengerparti Lixusszal, de keletre nem volt összeköttetése a szomszédos Mauretania Caesariensis-el, mert arra a berber törzsek területe helyezkedett el.
A 3. században válságok sora rázta meg a birodalmat. I.e. 280 körül Róma hatalma megszűnt Mauretániában és teljesen a későbbiekben sem volt képes ezt visszaállítani. A házak alatt talált elrejtett bronzszobrokból és érmekincsekből ítélve a lakosok előre látták és felkészültek a zavaros időszakra. 285-ben Diocletianus császár újraszervezte azokat a régiókat ahol még fenn tudták tartani a római fennhatóságot – Lixus, Tingis (ma Tanger) és Septa (ma Ceuta) -, de az ellenséges törzsekkel határos belső területek (melyhez Volubilis is tartozott) pacifikálásához már nem volt elegendő erőforrásuk.

## A római fennhatóság után

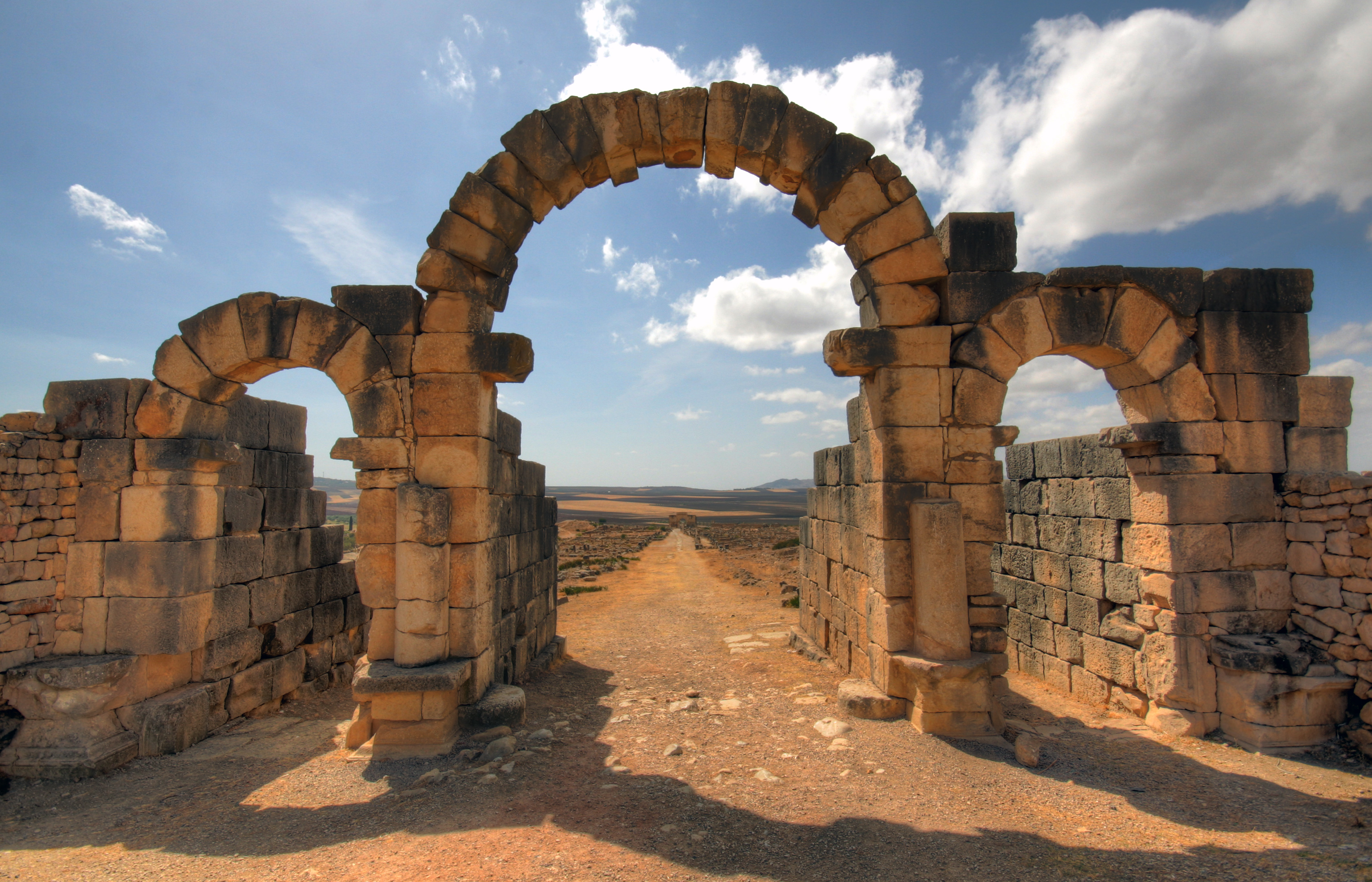
A tingisi kapu.

Volubilis ezután is évszázadokig lakott maradt. Mikor 708-ban megérkeztek az arab hódítók, az akkor már Oualila vagy Walīlī néven említett várost keresztények és zsidók lakták. A régi városközpontból temető lett, a lakosok pedig délkeletebbre, a Khourmane folyó partjára költöztek. A római kulturális befolyás továbbra is erős maradt, latin feliratokat a 7. század közepéig készítettek és ebben az időben a gens Julia volt a legbefolyásosabb család a városban.
A 8. századtól gyors ütemben terjedt az iszlám a régióban. 788-ban Mulaj Idrísz, az Idríszida dinasztia őse, innen kiindulva alapította meg Marokkót. Idrísz, Mohamed próféta leszármazottja, Szíriából menekült erre a környékre, és a Volubilist birtokló berber törzs imámja lett. A városban gyilkolta meg a Harun al Rasid által küldött orgyilkos is. Mulaj Idrísz fia, II. Idrísz megalapította Fezt és oda költöztette székhelyét, így Volubilis elvesztette korábbi politikai jelentőségét.
818-ban Cordobából menekülő lázadók telepedtek meg a városban, de Volubilis fokozatosan elnéptelenedett, és a 11. századra elhagyta a lakossága. A nevét is elfeledték, a környékbeli berberek a fáraó várának nevezték. A 17. században Mulaj Iszmail nagy mennyiségű faragott követ vitetett el a romvárosból új fővárosa, Meknes építéséhez. Az 1755-ös földrengés, amely lerombolta Lisszabont, itt is komoly károkat okozott. A 18-19. században több nyugati utazó is járt erre és leírták, hogy akkor már csak két boltív, néhány oszlop és a vízvezeték maradványai maradtak állva a romok között.

## Ásatások és jelölés az UNESCO világörökség-listájára
Észak-Afrika 19. században kezdődő francia gyarmatosításával megkezdődött a valamikori római települések feltárása. Emögött erős ideológiai töltet is volt, a franciák úgy érezték, hogy ők, a „latinok” csak visszatérnek arra a földre, amely valamikor őseiké volt.
Volubilisben az első ásatásokat a francia Henri de la Martinière végezte 1887 és 1892 között. 1915-ben Francia Marokkó katonai kormányzója újabb régészeti programot indított, és német hadifoglyok ezrei dolgoztak az ásatásokon. A munkálatok kisebb-nagyobb megszakításokkal 1941-ig tartottak, amikor a második világháború miatt a munka leállt.
Marokkó függetlenné válása után helyi és francia régészek együttműködésével folytak tovább az ásatások. Caracalla diadalívét már 1934-re helyreállították. A Capitoliumi Templom 1962-re, a bazilikát és a tingizi kaput pedig 1967-re restaurálták. Azóta helyreállították az olajütő műhelyeket a város déli részén és római kori olajsajtolók másolataival szerelték fel őket. Azonban az UNESCO 1997-es jelentése szerint a fenti rekonstrukciók túlságosan radikálisak és elfogadhatóság határán mozognak.
A Volubilisben talált régészeti leletek a Rabati Régészeti Múzeumban tekinthetők meg.
1997-ben Volubilits felvették az UNESCO világörökség listájára, mint „egy különösen jó állapotban megmaradt példája a nagy római provinciális városoknak a Birodalom peremén”.

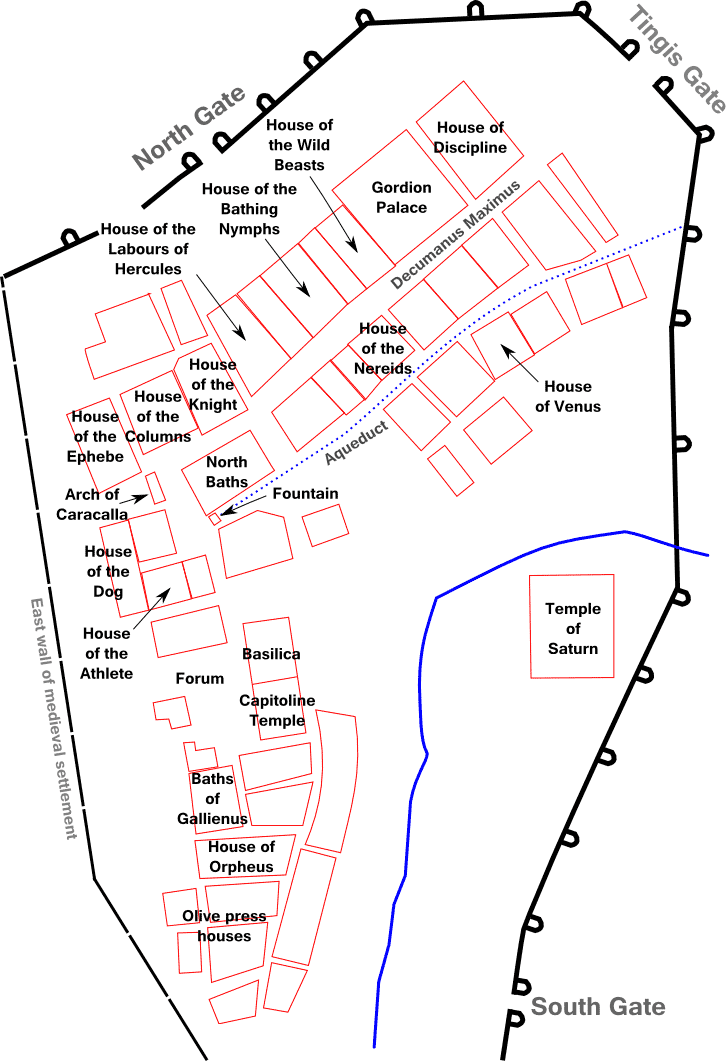
Volubilis alaprajza

## A város elhelyezkedése
A római hódítás előtt Volubilis kb. 12 hektáron terült el a Fertassa és Khoumane folyóvölgyek között egy V alakú gerincen. A római időszakban az északkelet-délnyugati tengelye mentén jelentősen kibővült és elérte a 42 hektáros alapterületet. Az újabb közösségi épületeket is az óvárosban emelték. A gazdag polgárházak az új, római negyedben épültek, a Decumanus Maximus (főutca) mentén. A főutca kövezett volt, kétoldalt járdával és fedett oszlopsorral, mely kis boltok tucatjainak adott otthont. Az óváros és a római negyed Caracalla diadalívénél találkozik. Miután a vízvezeték rombadőlt, a nyugati részen, Wadi Khoumane mellett épültek új lakóházak.
Volubilis a közeli hegyek forrásaiból kapta ivóvízellátását. A vízvezeték i. sz. 60-80 körül épült és többször újjáépítették. A vezeték a Decumanus Secundus, a főutcával párhuzamos déli utca alatt futott és a városközpontban a diadalívhez közeli szökőkútban ért véget.
A régi karthágói épületek többségét átépítették vagy lerombolták, de a régi kőalapú vályog városfal egy 77 méteres szakasza fennmaradt. A római városfal 2,6 kilométer hosszú és átlagosan 1,6 méter vastag volt. A keleti fal egy részét másfél méter magasan rekonstruálták, csakúgy mint az északkeleti kijáratot jelentő tingizi kaput.
A diadalívtől nyugatra is található egy kora középkori fal, mellyel az új lakóházakat védték és a város rombadőlt épületeinek köveiből készült.

## Jelentős épületek
Volubilisnek körülbelül felét ásták ki eddig, elsősorban a városközpontot és a római főutcát és a legfontosabb középületeket rekonstruálták. A magánépületek jelentős részében jó állapotban megmaradt mozaikokat találtak, melyek többnyire a helyszínen ma is megtekinthetők.
A város gazdasági irányultságának megfelelően több épületben, még a palotákban is olajütő üzemek működtek. Összesen 58 olajüzem helyét találták meg eddig. Egyikükben egy római kori olajprés másolatát helyezték el a régészek. A város nyüzsgő kereskedelmi életét jól mutatja, hogy 121 üzlethelyiséget azonosítottak eddig, a pékségektől a bronzművesműhelyig. 

### Középületek

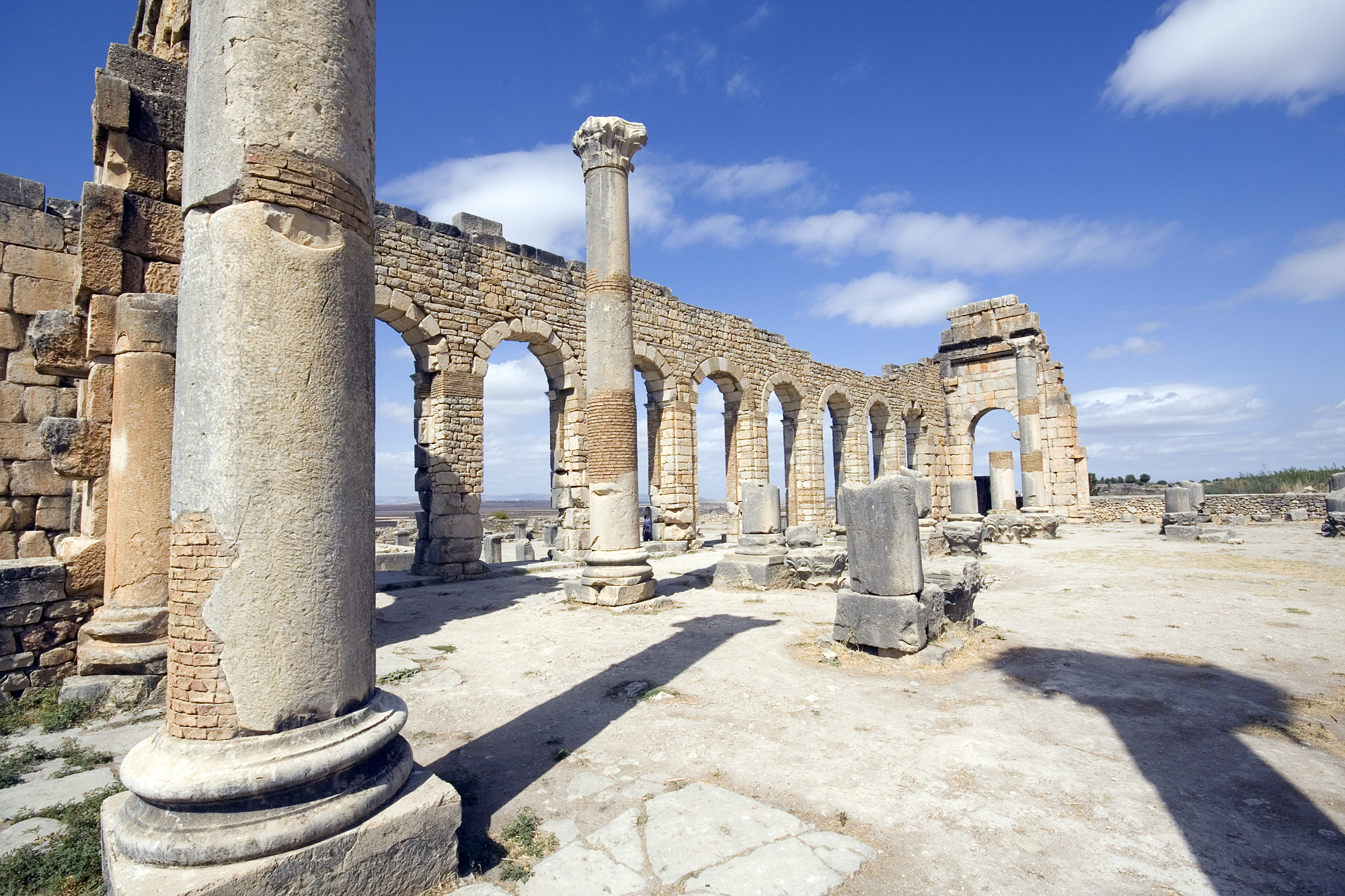
A bazilika

A két jelentős középület jól látható a város központjában, a bazilika és a Capitoliumi templom. A bazilika a törvénykezés és kormányzás helyszíne volt a város fórumán. A Macrinus császár idejében befejezett épület az egyik legszebb római kori afrikai bazilika. Hossza 42,2 méter, szélessége 22,3 méter és eredetileg kétszintes volt. Belsejét két oszlopsor osztja szárnyakra. Oszlopok szegélyezte külső fala a fórumra néz, ahol a vásárokat is tartottak. Az 1,300 négyzetméteres fórumot császárok és helyi notabilitások szobrai szegélyezték, ám ezeknek mára csak a talapzatuk maradt meg.
A Capitoliumi templom a bazilika mögött fekszik. Az oszlopcsarnokkal körbevett udvaron egy oltár található, amögött pedig tizenhárom lépcsőfok vezet fel a korinthoszi oszlopokkal ékesített templomhoz. A templomban Jupiter, Juno és Minerva kultuszát ápolták. Egy felirat szerint i.sz. 218-ban újjáépítették. Négy kisebb szentély, köztük Vénuszé is megtalálható itt.
A városban öt másik templom is volt, a legfeltűnőbb az úgynevezett Szaturnusz-templom a keleti oldalon. Ennek elődje egy karthágói templom volt, feltehetőleg egy Baál-szentély. A neve ellenére nem bizonyított hogy valóban Szaturnusz temploma lett volna.
Volubilisnek három közfürdője volt. Közülük a legdíszesebb Gallienus fürdője, mozaikjai még ma is láthatóak. A legnagyobb a Hadrianus idejében épült északi fürdő volt, kb. 1,500 m2 területen.

### A diadalív

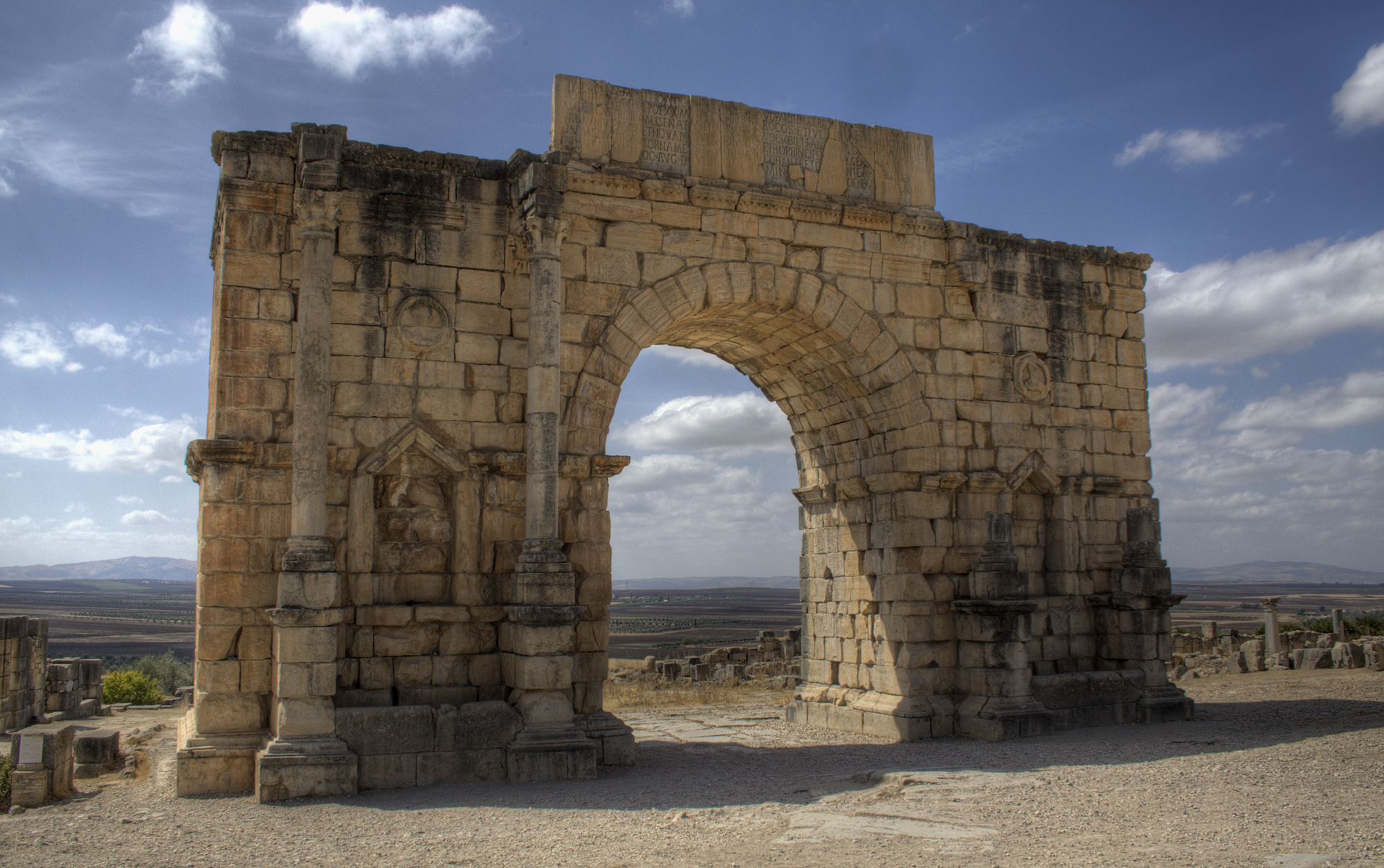
Caracalla diadalíve

Caracalla diadalíve a főutca délnyugati végén Volubilis egyik legfeltűnőbb építménye. A város kormányzója, Marcus Aurelius Sebastenus építtette 217-ben Caracalla császár és anyja, Julia Domna dicsőségére. Caracalla maga is észak-afrikai származású volt, és ekkoriban adta meg a római polgárjogot a provinciák lakóinak. Azonban mire a diadalív elkészült, Caracallát és Juliát már meggyilkolták.
A diadalív helyi mészkőből készült és tetején hat ló húzta bronz hadiszekér díszítette. A közelében állt egy szökőkút, melyen nimfaszobrok öntöttek vizet márványmedencébe. A kész diadalíven Caracalla és Julia Domna melldomborművét is elhelyezték, de ezeket később leverték róla. 1930-34 között francia régészek rekonstruálták az építményt, de a helyreállítás történelmi hűsége vitatott. 1722-ben Windus a diadalív környékén heverő kövekről rekonstruálta az ív feliratát (az eredetiben rövidítésekkel):
IMPERATORI CAESARI MARCO AVRELLIO ANTONINO PIO FELICI AVGVSTO PARTHICO MAXIMO BRITTANICO MAXIMO GERMANICO MAXIMO
PONTIFICI MAXIMO TRIBVNITIA POTESTATE XX IMPERATORI IIII CONSVLI IIII PATRI PATRIAE PROCONSVLI ET IVLIAE AVGVSTAE PIAE FELICI MATRI
AVGVSTI ET CASTRORVM ET SENATVS ET PATRIAE RESPVBLICA VOLVBILITANORVM OB SINGVLAREM EIVS
ERGA VNIVERSOS ET NOVAM SVPRA OMNES RETRO PRINCIPES INDVLGENTIAM ARCVM
CVM SEIVGIBVS ET ORNAMENTIS OMNIBVS INCOHANTE ET DEDICANTE MARCO AVRELLIO
SEBASTENO PROCVRATORE AVGVSTI DEVOTISSIMO NVMINI EIVS A SOLO FACIENDVM CVRAVIT
Magyar fordításban:
A császárnak és Caesarnak, Marcus Aurelius Antoninusnak, a kegyes és sikeres Augustusnak, a legnagyobb győztesnek Parthiában, Britanniában és Germaniában, a pontifex maximusnak, a hússzoros tribunusnak, négyszeres császárnak, négyszeres konzulnak, a haza atyjának és prokonzulnak, és Julia Augustának a kegyes és szerencsés anyának a (katonai) tábortól, a szenátustól és a Volubilisi közösség atyjaitól különös és újonnan kapott kegyességükért, mely felülmúl minden eddigi uralkodóét, emelték és díszítették fel ezt a diadalívet Marcus Aurelius Sebastenus, az Augustusok szentségének legodaadóbb híve által megalapítva és felszentelve.
- A fürdőző Diana
- Bacchus és Ariadné
- Mozaik az Atléta Házából

### Házak és kúriák
A volubilisi lakóépületek a gazdagon díszített kúriáktól a szegényes kétszobás vályogházakig terjednek. A város gazdagsága lehetővé tette egy vagyonosabb osztály létrejöttét, amely ennek megfelelő otthonokat építtetett magának. Házaik díszítése, elsősorban a padlómozaikok ma is láthatóak a helyszínen. A régészek a mozaikok témája szerint nevezték el az egyes palotákat.
Az Orpheusz-ház a város déli részén is padlómozaikjáról kapta nevét, melyen Orpheusz fáknak, állatoknak és madaraknak játszik hárfáján. A mozaik a tricliniumban, az ebédlőben található. Az átriumban látható Amphitrité és különböző tengeri állatok mozaikja. Az egyik szobát delfinábrázolás díszíti.
Az Atléta háza a fórumtól északra áll és mozaikján egy szamarat háttal megülő akrobatát (talán egy Szilént) ábrázol, aki kitárt kezében egy kupát tart.
A legtekintélyesebb házak a főutca délnyugati végén, a diadalív környékén álltak. Az Ephebe-ház, mely a benne talált bronzszoborról kapta nevét is itt található. Belső udvarát mozaikokkal díszített szobák vették körbe, köztük van egy párducok által húzott kocsin utazó Bacchus-ábrázolás.
A Lovag házában is láthatunk egy Bacchus-képet, aki ezúttal az alvó Ariadnét közelíti meg. A ház a benne talált lovasszoborról kapta a nevét, amely ma a rabati múzeumban tekinthető meg. Igen nagy, 1,700 négyzetméteres épület volt, mely nyolc-kilenc bolthelyiséget és egy olajütő prést is magába foglalt.
A mellette levő Herkules munkái-ház mozaikjai értelemszerűen Herkules tizenkét feladatát ábrázolják. Ezenkívül Jupiter, Ganümédész és a négy évszak is látható a padlóképeken. A jókora épület 41 helyiséget tartalmazott 22 000 négyzetméternyi területen.
A legnagyobb ház a városban a Gordianus-palota az északkeleti részen. Feltehetően ez volt a kormányzó rezidenciája. A két ház egybeépítéséből létrejött komplexum 74 helyiséget számlált, a frontján egy oszlopsort tucatnyi üzlettel és egy három préses olajüzemmel. Fontossága ellenére mozaikokat alig találni benne. 

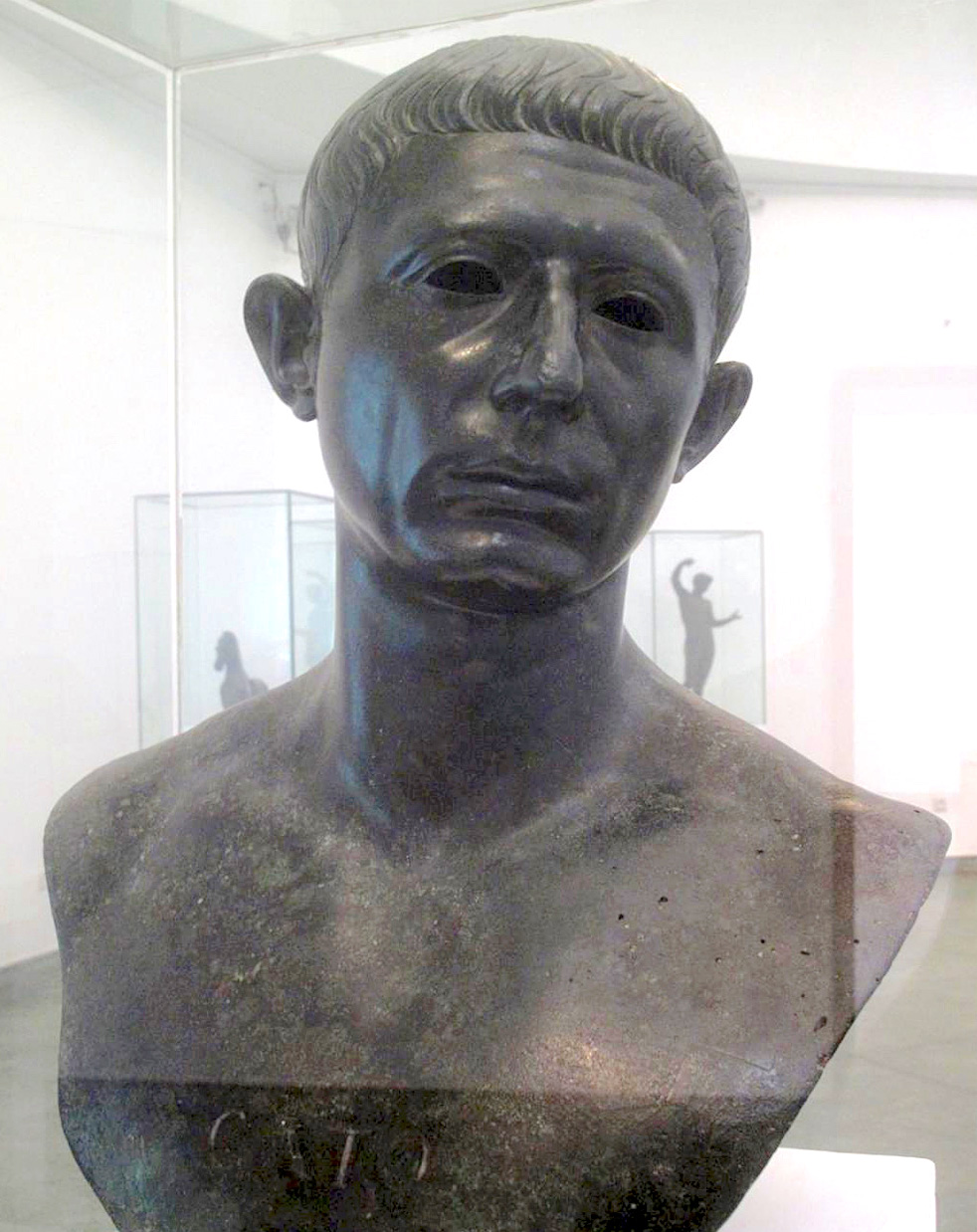
Ifjabb Cato Volubilisben talált bronz mellszobra.

A Vénusz-ház a város keleti részén volt a legfényűzőbb épület. Saját medencéi és állatokkal és mitológiai jelenetekkel gazdagon ékesített helyiségei mutatják tulajdonosa gazdagságát. Nyolc szobát és hét folyosót raktak ki mozaikkal. A belső udvar mozaikján pávák, libák és kacsák által húzott kocsik versenyeznek. A Vénusz-képet, melyről a ház a nevét kapta, elvitték Tangerba, de a szomszédos szobában még megtekinthető a fürdőző Diana képe. A ház valamikor leéghetett, mert az egyik mozaik, amelyen Cupido etet madarakat, égésnyomokat visel. Itt találták meg az egész város egyik legszebb szobrát; ifjabb Cato bronz mellszobra ma a rabati múzeumban látható. 

## További információ
- The Volubilis Project
- Volubilis on the UNESCO Website

## Fordítás
- Ez a szócikk részben vagy egészben  a   Volubilis című angol Wikipédia-szócikk ezen változatának fordításán alapul.  Az eredeti cikk szerkesztőit annak laptörténete sorolja fel. Ez a jelzés csupán a megfogalmazás eredetét és a szerzői jogokat jelzi, nem szolgál a cikkben szereplő információk forrásmegjelöléseként.